# ابراهیم کندی (مشگین‌شهر)
ابراهیم کندی از روستاهای دهستان مشگین شرقی از بخش مرکزی شهرستان مشگین‌شهر است که در فاصله ۸ کیلومتری مرکز شهرستان در میان روستاهای قارادرویش و آلنی (آل لی) قرار گرفته است. ابراهیم کندی که آن را «وراغول» هم می‌گویند در سال ۱۳۹۰ تعداد ۲۸۲ نفر جمعیت و ۷۵ خانوار سکنه داشته است.